# 6769 Brokoff
6769 Brokoff este un asteroid din centura principală de asteroizi.

## Descriere
6769 Brokoff este un asteroid din centura principală de asteroizi. A fost descoperit pe 15 februarie 1985 la Observatorul Kleť de Antonín Mrkos. Asteroidul prezintă o orbită caracterizată de o semiaxă mare de 2,42 ua, o excentricitate de 0,12 și o înclinație de 3,9° în raport cu ecliptica.